# 백량금
백량금(百兩金, Ardisia crenata)은 자금우과의 늘 푸른 떨기나무이다.

## 생태
높이는 60cm 가량이다. 줄기는 곧게 서고 잎은 두껍고 윤이 나며 가장자리는 다소 물결 모양이다. 꽃은 흰색으로, 여름이 되면 작은 가지 끝에 작은 꽃들이 산방꽃차례를 이루면서 달린다. 각각의 꽃은 5수화이다. 열매는 공 모양으로 겨울에 붉은색을 띠면서 익는다. 아시아의 동남부에서 인도에 이르기까지 널리 분포하고 있으며, 한국에서는 주로 남부 지방의 섬 지역에서 자란다.